# مک‌دانل داگلاس ام‌دی-۹۴ایکس
مک‌دانل داگلاس ام‌دی-۹۴ایکس (به انگلیسی: McDonnell Douglas MD-94X) یک هواگرد ساختِ کارخانهٔ مک‌دانل داگلاس در کشور ایالات متحده آمریکا است .